# Cyathea womersleyi
Cyathea womersleyi är en ormbunkeart som beskrevs av Holtt. Cyathea womersleyi ingår i släktet Cyathea och familjen Cyatheaceae. Inga underarter finns listade.